# سولون

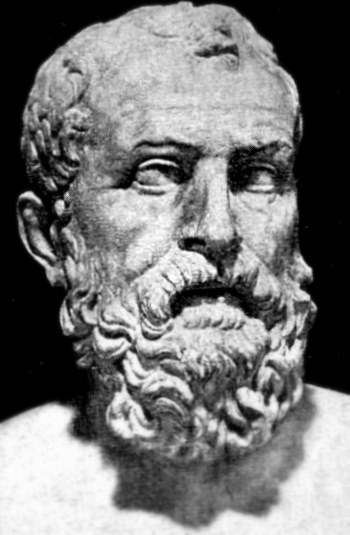
تمثال لسولون معروض في متحف الوطني في نابولي بأيطاليا.

سولون أو صولون (بالإغريقية:Σόλων) (حوالي 640 - 560 ق.م.)، مشرع، شاعر ورجل قانون أثيني، قام بسن مجموعة من القوانين الإصلاحية والتي تعارضت مع نظام الدولة المتبع آنذاك ورغم أن إصلاحاته فشلت فيما بعد إلا أنه يعتبر الممهد لقيام ما تم تسميته لاحقا بالنظام الأثيني الديمقراطي.
 عُرف سولون بلقب مؤسس الديمقراطية. وقد انتُخب سنة 594 ق. م رئيس القضاة في أثينا، في فترة كانت أحوال الفقراء في غاية السوء، وكان الأغنياء من المزارعين والتجار، حتى ذلك الوقت، يُعرفون بالأرستقراطيين - والأرستقراطية معناها حكومة النبلاء أو النخبة أو الطبقة العليا - ويتصرّفون بكل شيء على هواهم، حتى أنهم كانوا يسنّون القوانين التي تلائم مصالحهم.
وقرر سولون أن يزيل كل ذلك. ووضع حداً للقانون القائل إن المدين الذي لا يستطيع تسديد دينه يصبح عبداً رقيقاً لمن هو مدين له.
وأعاد تنظيم دستور اثينا بقسمة السكان إلى أربع طبقات. لكل منها حقوق محددة. وأهم شيء في ذلك كان أن أفراد هذه الطبقات جميعاً
لهم الحق بأن يُنتَخبوا أعضاء الجمعية الشعبية، الأمر الذي يعني أن عدداً أكبر من المواطنين يمكن أن يكون لهم رأي حقيقي في الحكم - وذلك بداية لديمقراطية.

## حكماء الإغريق السبعة
سولون أو صولون واحد من حكماء الإغريق السبعة الذين يعود لهم الفضل في سن قوانين اجتماعية متقدمة وذلك بعد حرب أهلية خاضها الفقراء ضد طبقة الملاك، وسمي قانونهم قانون صولون. ويتضمن حق الملكية الفردية المحدودة، وحق الشعب في الإشراف على مؤسسات الدولة، وحق الجماعة في تشكيل وحدة لها قوانينها الخاصة التي تحكمها وتخضع لقانون الدولة العام.

## بداياته
وُلد سولون في أثينا لعائلة نبيلة. واشتهر في البداية بوصفه شاعرًا. وقد أدت قصائده دورًا كبيرًا في حث الأثينيين على استرداد جزيرة سلاميس التي كانت تحت أيد أجنبية لفترة طويلة. أُعطي قيادة القوات التي أرسلت لاسترداد الجزيرة. وقد قام بإخضاعها بشكل سريع. وتم اختياره بعد ذلك أرخونًا (الحاكم الأول) وأوكلت إليه سلطة تغيير القوانين.

## قانون صولون
أنتخب صولون Solon الحكيم والشاعر حاكما على أثينا في الفترة (594 - 572 ق.م.) وقد قام بعد توليه الحكم بوضع شرائع أو أحكام عرفت باسم «قانون صولون» أو «شرائع صولون» وكان الهدف منها أن تكون دستور يحكم به البلاد وهو ما يلي باتخاذ:
1ـ بدأ بإعلان العفو العام لتصفية آثار الماضي.
2ـ سمح للمنفيين بالرجوع إلى وطنهم وأعاد إليهم الحقوق المدنية (عدا المحكومين بجرائم القتل).
3ـ ألغى جميع الديون، سواء كانت للأفراد أم للدولة، وأعاد الأملاك المرهونة إلى أصحابها، وحرر الأفراد الذين كانوا قد أصبحوا أقنانا مرتبطين بالأرض بسبب عجزهم عن دفع ديونهم. وأصدر قانونا يحرم استعباد أي شخص في المستقبل مقابل دين يعجز عن تسديده.
4ـ قام بإصلاحات اقتصادية وضريبية واسعة حيث قسم المجتمع إلي أربع طبقات حسب الدخل وفرض الضريبة وفق ذلك.
5ـ أوجد مجلس الأربعمائة الذي ينتخب من قبل القبائل الأربع في أثينا (لكل قبيلة 100) ومهمة هذا المجلس هي تهيئة المشاريع التي يجب عرضها على مجلس الشيوخ.
6ـ قام بإحياء مجلس الشعب الذي يشترك جميع المواطنين في مناقشاته، وعهد إليه مهمة انتقاء الحكام حيث كانوا ينتخبون سابقا من قبل مجلس الشيوخ. وكان جميع الموظفين مسؤولين تجاه هذا المجلس الذي يستطيع معاقبة أي موظف، ويحق له أن يحاسب الحكام والقواد عند انتهاء مدة عملهم، وأن يحرمهم من أن يصبحوا أعضاء في مجلس الشيوخ.
7ـ أسس مجلس المحلفين الذي يتألف من ستة آلاف عضو، ينتقون بالقرعة من جميع الطبقات والذي ينقسم إلى محاكم متعددة تنظر في جميع القضايا عدا حوادث القتل. ويحق لهذا المجلس أن ينظر في كل اعتراض على أي عمل من أعمال الموظفين.
وقد نقشت شرائع صولون على لوحات مثلثة تدور على محور وتم وضعها في الرواق الملكي حيث كان يجلس الحاكم والملك للقضاء وأقسموا جميعاً بأن يتقيدوا بها.
وهكذا أصبحت إدارة الدولة منذ ذلك الوقت خاضعة لقوانين مكتوبة ثابتة، بعد أن كانت تسير حسب أوامر وقرارات ارتجالية.
وقد قيل إن سولون جعل الأثينيين يَعِدُونه بالالتزام بقوانينه لمدة 10 سنوات. وترك البلاد بعد ذلك. وعندما رجع بعد 10 سنوات وجد البلاد تخوض حربًا أهلية وسرعان ما سيطر بيزيستراتوس على الأمور. وبعد معارضته بيزيستراتوس، تقاعد سولون وابتعد عن الحياة العامة.

## من حكمته وأقوال[12]
- يجب أن تتعلم كيف تطيع، لكى تعرف كيف تقود.
- صداقة الجاهل همّ.
- الثروة تولّد الشبع، والشبع يولّد الإفراط.

## روابط خارجية
- سولون على موقع الموسوعة البريطانية (الإنجليزية)
- سولون على موقع ديسكوغز (الإنجليزية)